# Honolulu Zoo
Koordinaten: 21° 16′ 15,2″ N, 157° 49′ 9,1″ W
Der Honolulu Zoo befindet sich im Stadtteil Waikīkī in der Stadt Honolulu auf der Insel Oʻahu im US-Bundesstaat Hawaii.

## Geschichte
König Kalākaua, der letzte männliche Monarch des hawaiischen Königreiches stellte der Bevölkerung im Jahr 1876 königliche Ländereien zur Verfügung, auf denen er u. a. eine Sammlung exotischer Vögel unterhielt. 1877 wurde ein 121 Hektar großes Gebiet nach der Frau des Königs Queen Kapiʻolani Park genannt. 1914 übernahm die Stadt Honolulu die Verantwortung für den Park. Der erste Parkdirektor des Kapiʻolani Parks begann, Tiere „für die Kinder von Hawaii“ zu sammeln. Seine Sammlung begann mit einem Affen, einem Bären und einem afrikanischen Elefanten. Im Jahr 1947 wurden 17 Hektar im Park als Honolulu Zoo ausgewiesen. Das Department of Enterprise Services, das den Zoo verwaltet, entwickelte einen Plan, nach dem drei verschiedene Sektionen für einen tropischen zoologischen Garten gestaltet werden sollten: eine afrikanische Savanne, die asiatischen und amerikanischen tropischen Wälder sowie die pazifischen Inseln. Nach diesem Konzept wurden weitere Tiere angeschafft und die Anzahl an Besuchern stieg. Inzwischen besuchen ca. 600.000 Menschen pro Jahr den Honolulu Zoo. Im April 2020 gewann er seine Akkreditierung bei der amerikanischen Association of Zoos and Aquariums zurück, die er vier Jahre davor verloren hatte. Dies wurde durch die Bereitstellung höherer Finanzmittel erreicht. Nach dem Verlust der Akkreditierung 2016 stimmten die Wähler einem Gesetz zu, das 0,5 % der Grundsteuer von Oahu dem Zoo als Fördermittel gewährt. Das Eingangsgebäude des Zoos wurde vom österreichisch-amerikanischen Architekten Alfred Preis aus Honolulu entworfen.

## Tierbestand und Besucherprogramme
Anfang 2021 lebten im Zoo ca. 1000 Tiere. In den Außenanlagen und Tierhäusern werden Säugetiere, Reptilien und Amphibien gezeigt. Modifikationen der ursprünglichen Konzepte sowie Veränderungen gemäß den aktuellen Standards der Zootierhaltung werden kontinuierlich durchgeführt. Nachfolgende Bilder zeigen einige ausgewählte Tierarten.

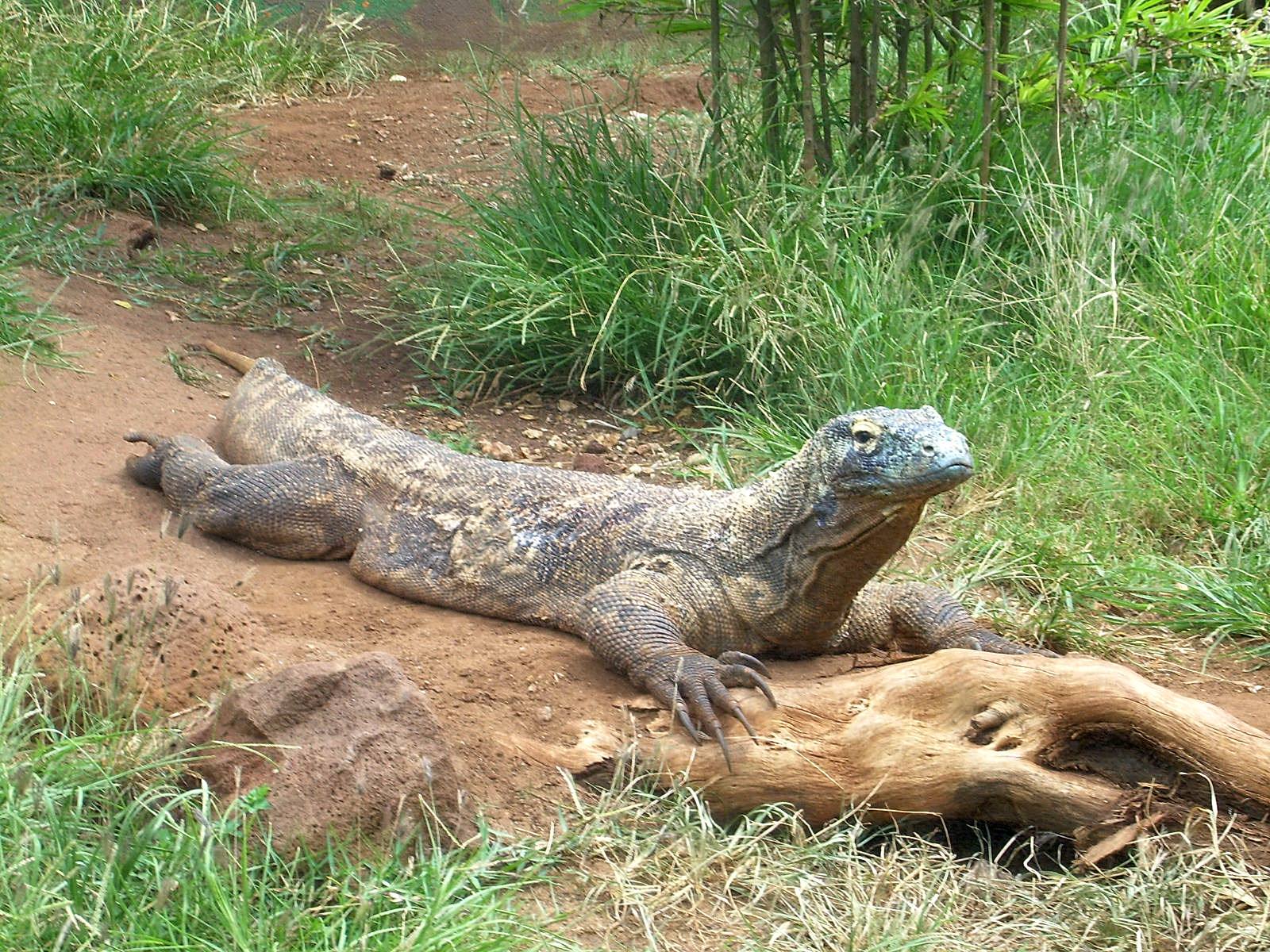
Komodowaran
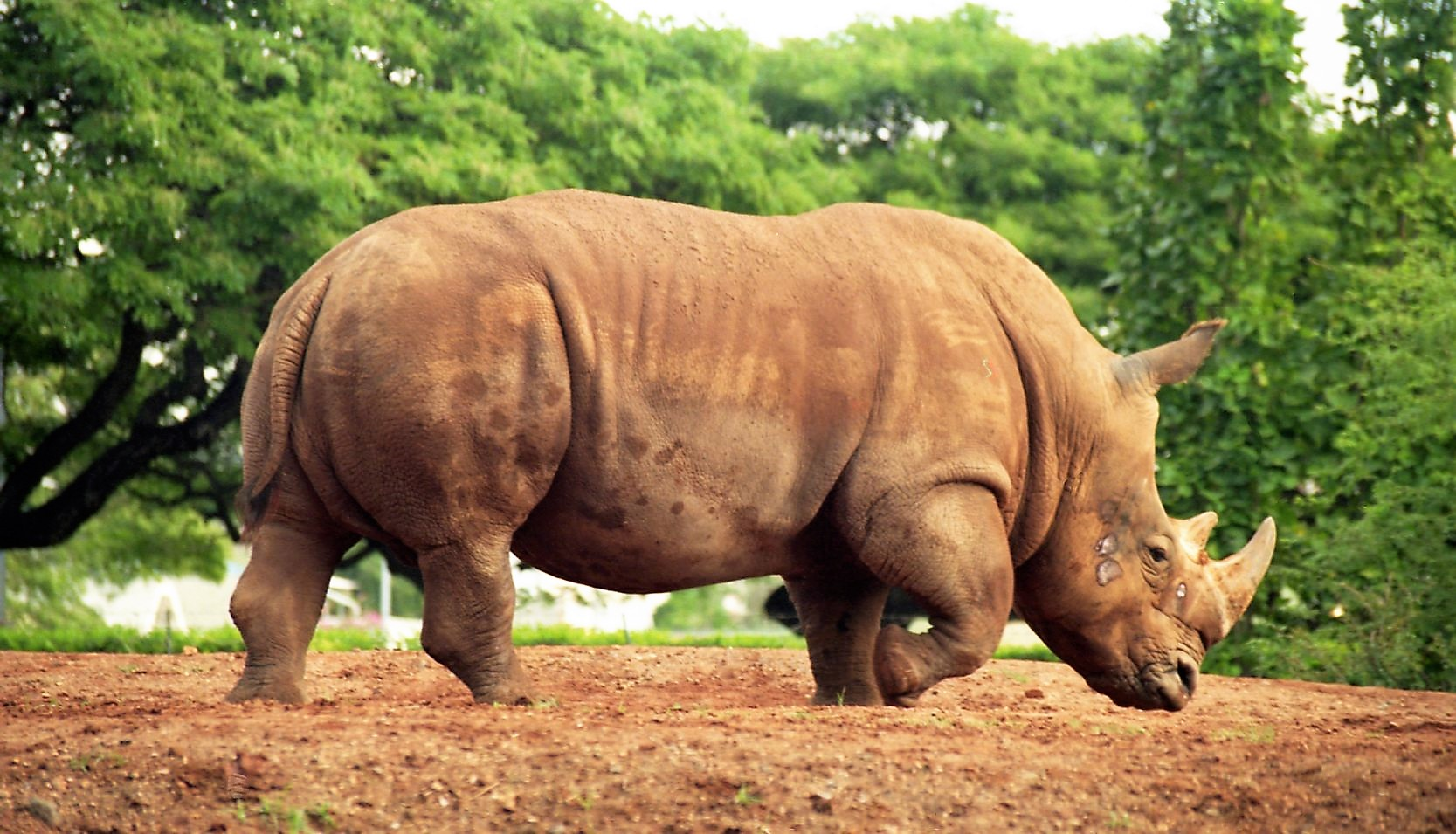
Breitmaulnashorn
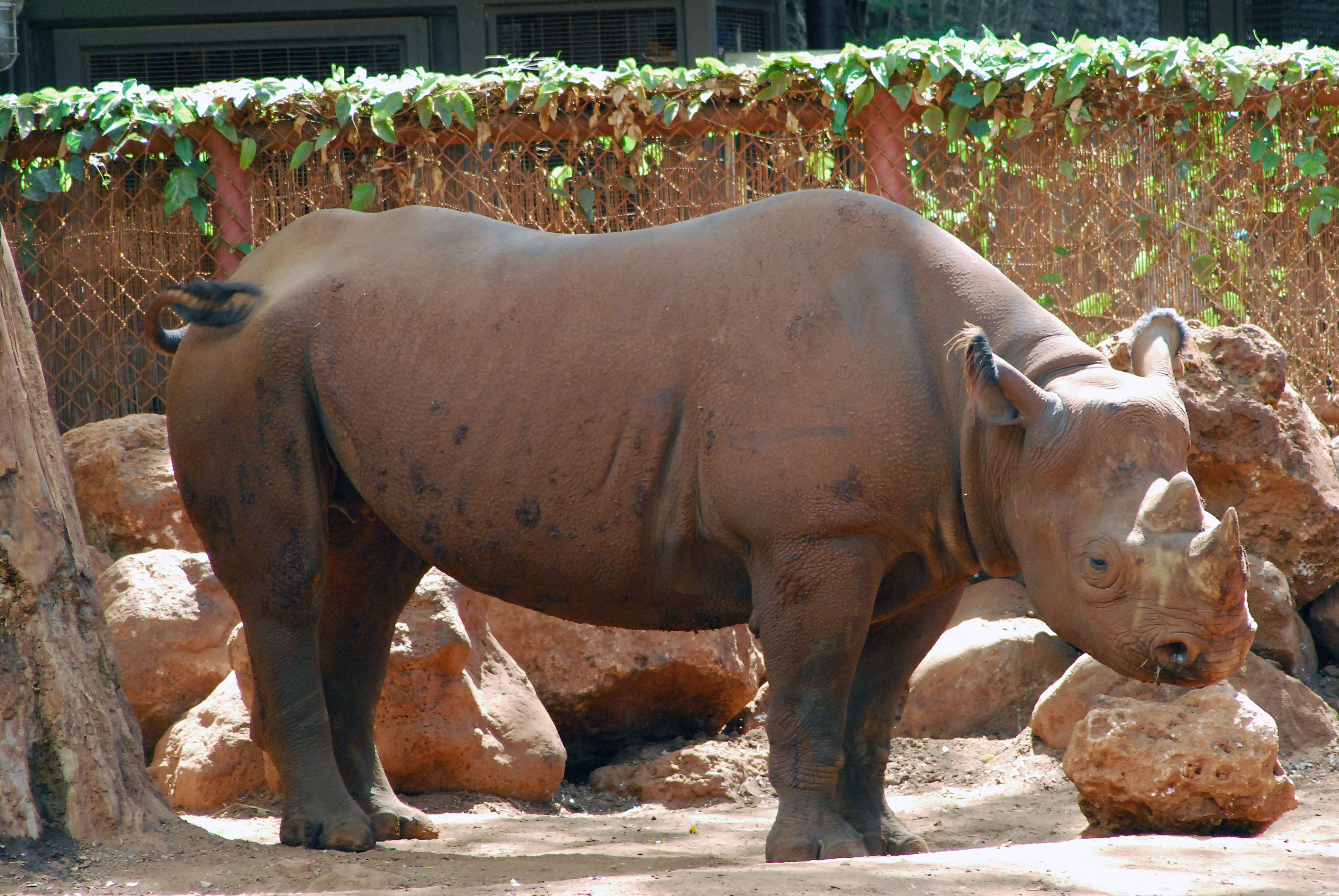
Spitzmaulnashorn
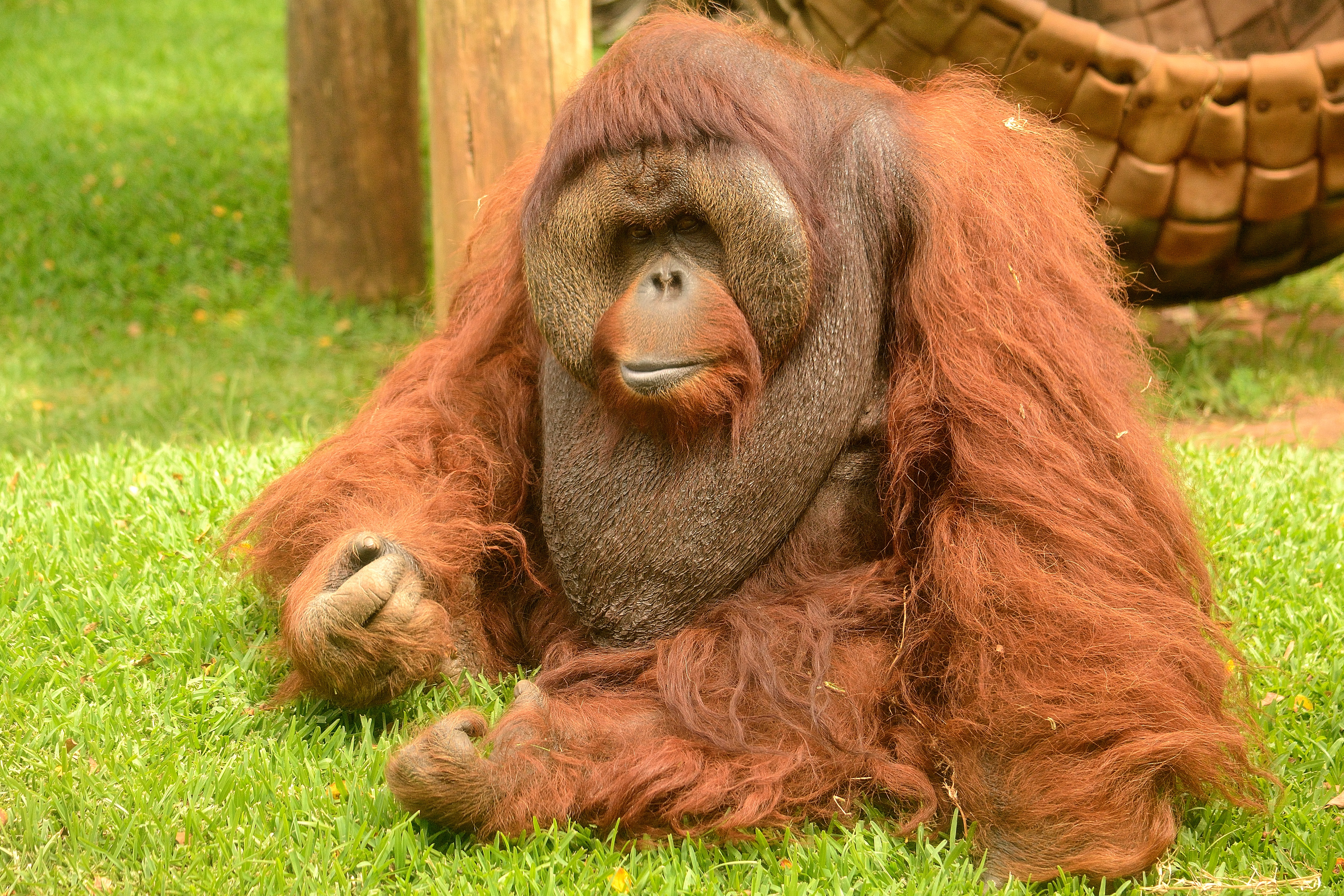
Orang-Utan, Männchen

Für kleine Besuchergruppen werden nach Voranmeldung separate Zooführungen am frühen Morgen angeboten (Morning Safari), die auch eine separate Fütterung der Giraffen beinhalten. Eine weitere Besonderheit sind geführte zweistündige Rundgänge für angemeldete Gruppen, die meist am Freitag- oder Samstagabend nach der Schließung des Zoos stattfinden, um zu beobachten, wie sich einige Tiere auf die Nachtruhe vorbereiten, während andere gerade erst aufwachen (After-Hours Guided Tour).
Die Haltung von Vogelarten hat im Honolulu Zoo traditionell einen hohen Stellenwert. In Volieren werden neben exotischen Arten auch einheimische Vögel u. a. der endemisch auf Hawaii vorkommende Hawaiibussard (Buteo solitarius) gezeigt. Nachfolgende Bilder zeigen einige ausgewählte Vogelarten.

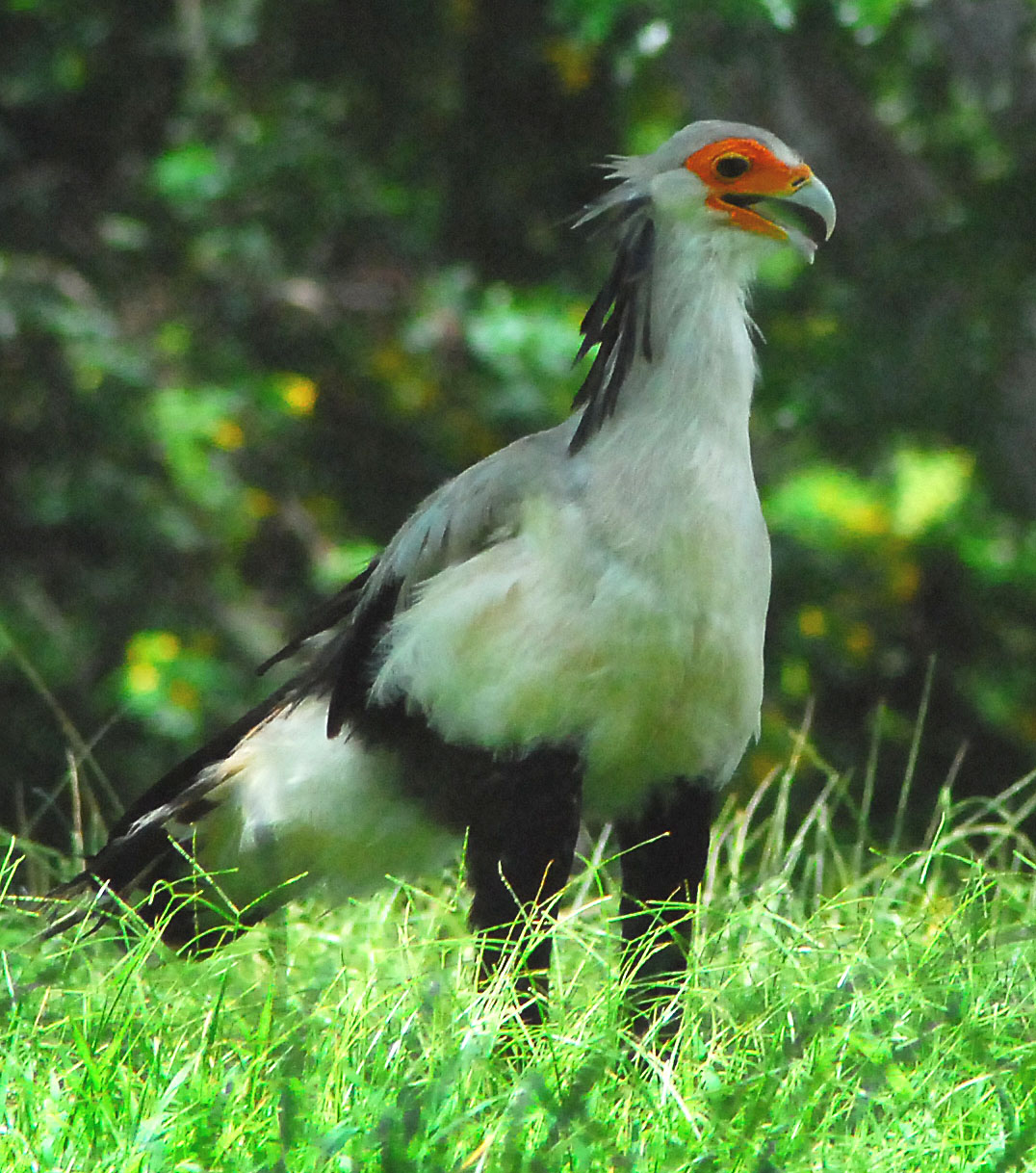
Sekretär
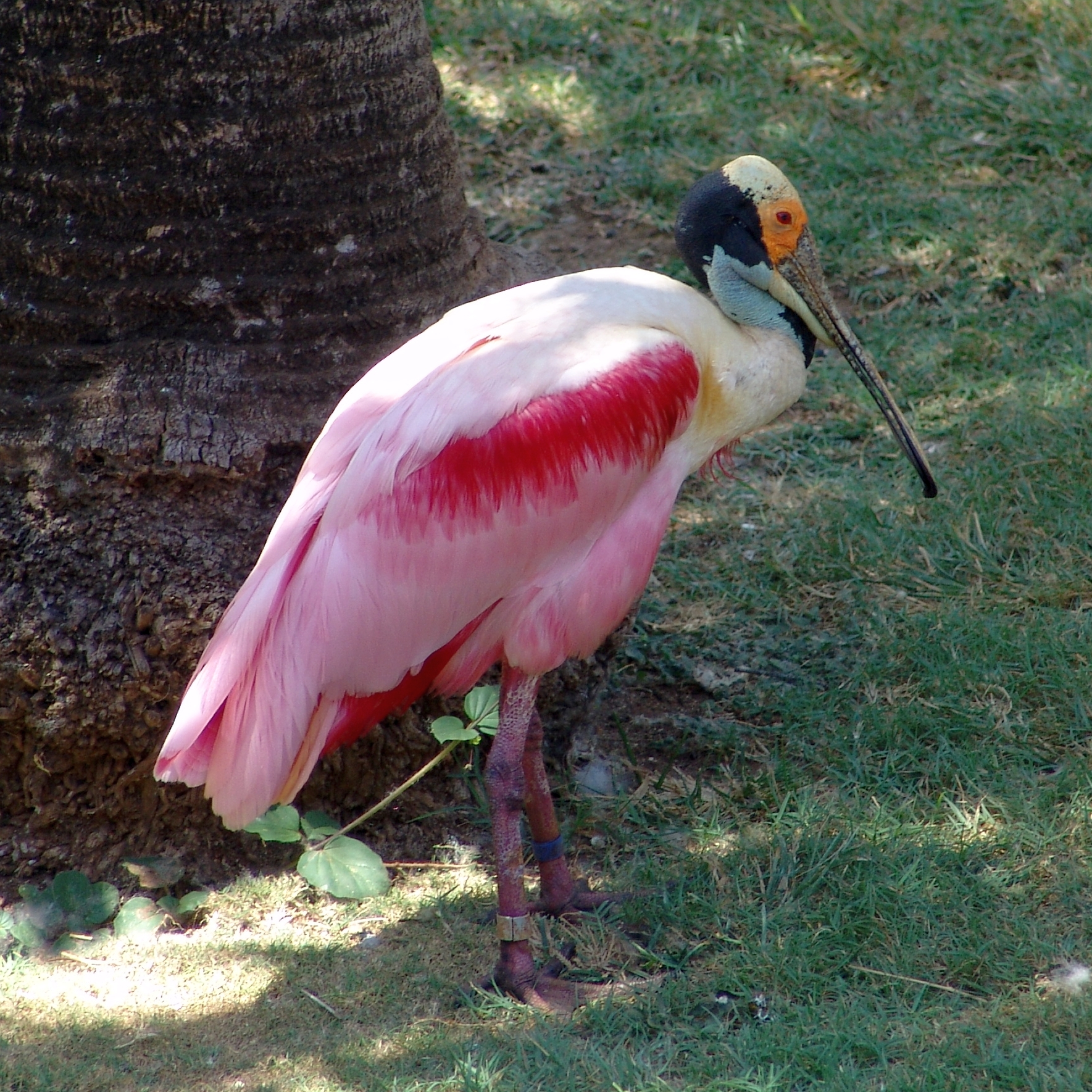
Rosalöffler
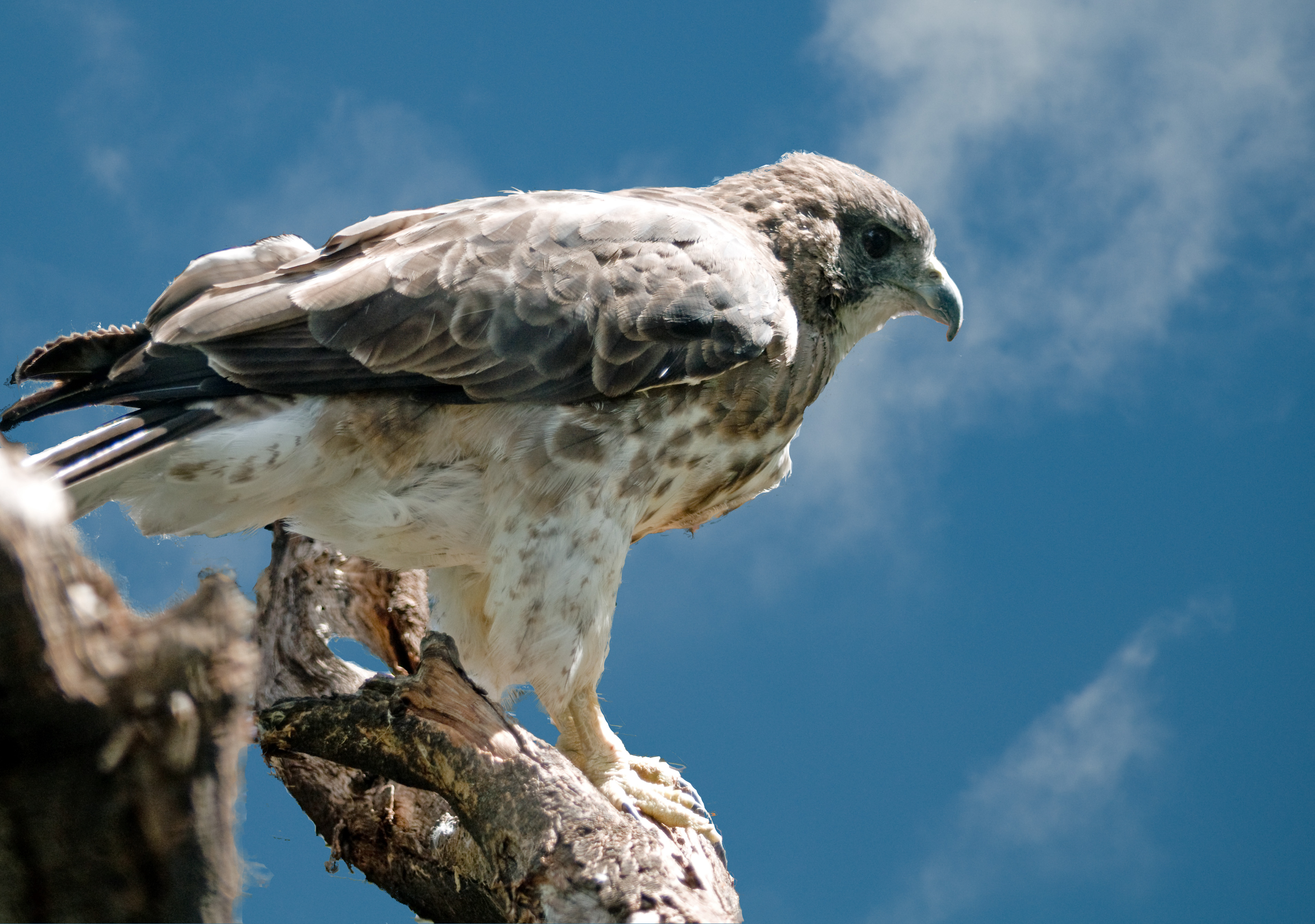
Hawaiibussard
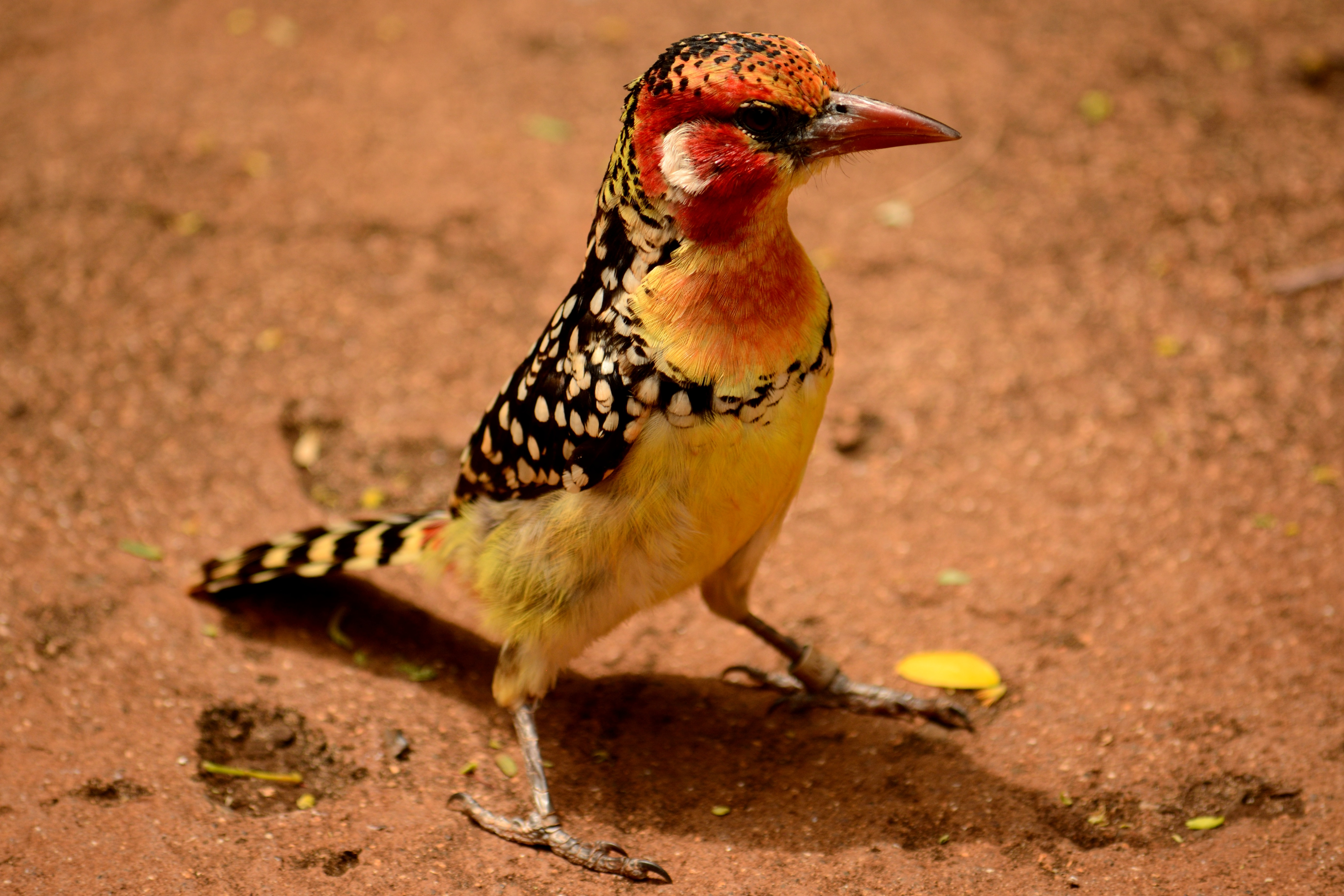
Flammenkopf-Bartvogel
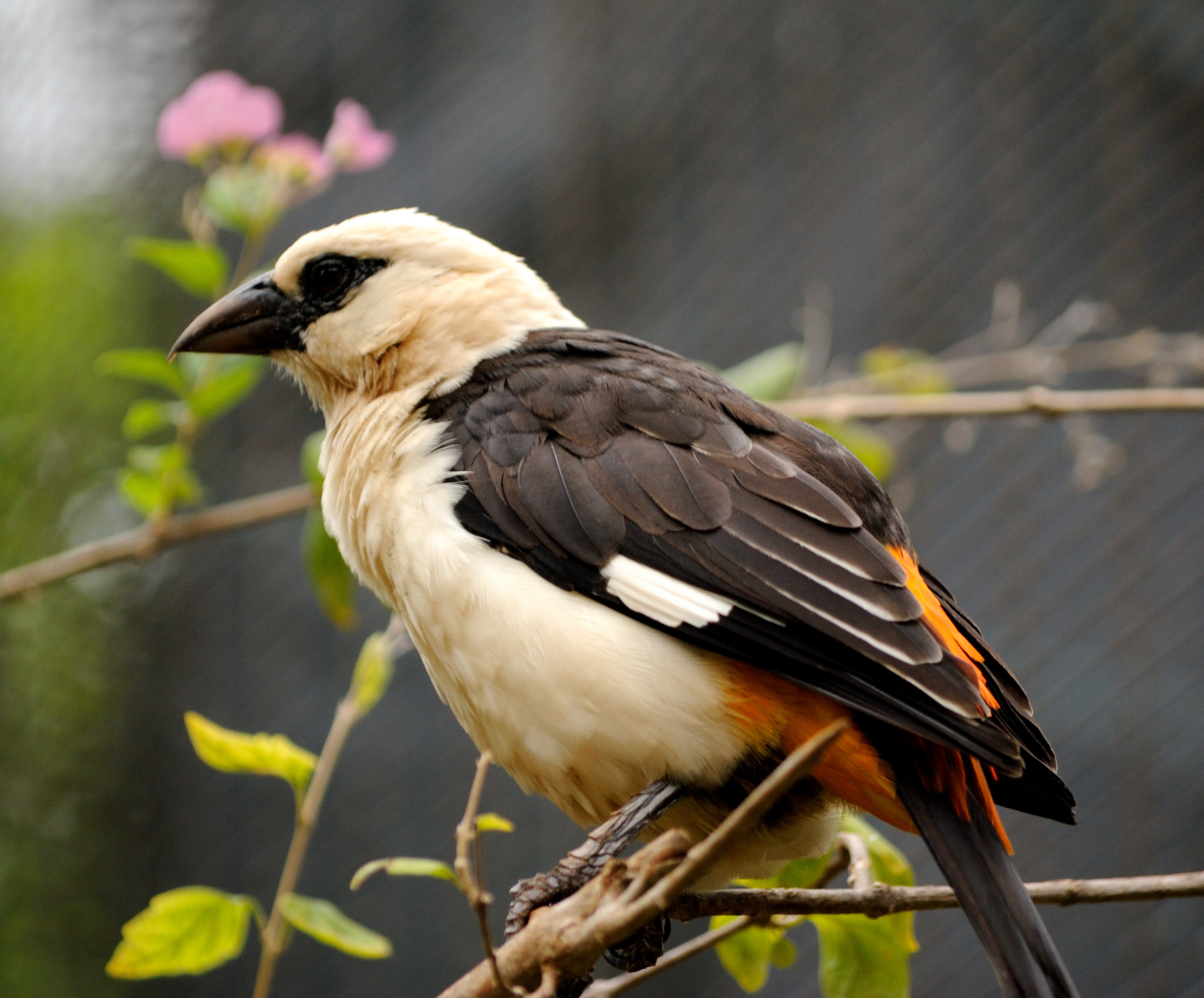
Starweber
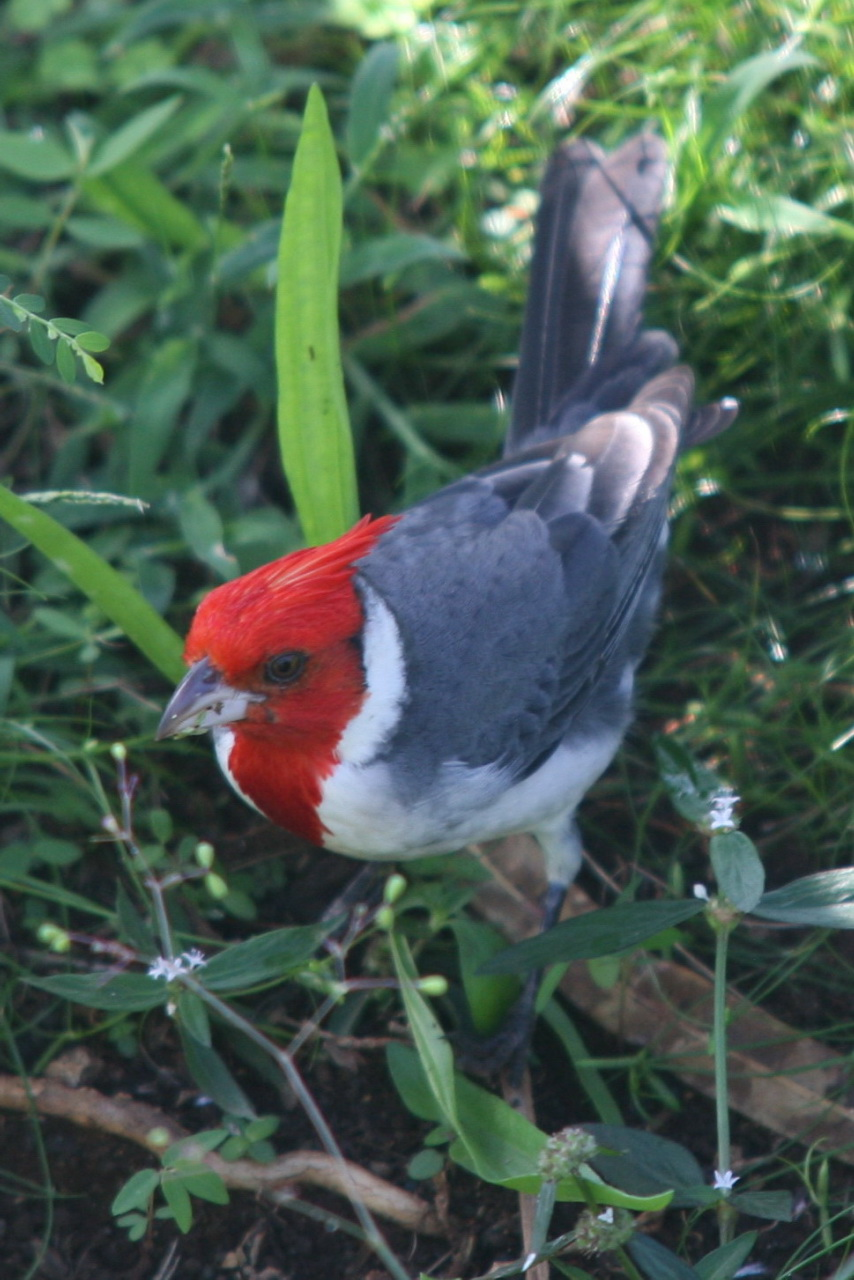
Rotschopftangare

## Besonderes
Während der weltweiten Covid-19-Pandemie richtete der Zoo im Juli 2021 eine Pop-up-Impfstation ein und bot den neu Geimpften als Anreiz freien Zugang zum Zoo.